# Chrístos Melíssis
Chrístos Melíssis (Χρήστος Μελίσσης) est un footballeur international grec (1 sélection) né le 1er décembre 1982 à Edessa. Il est défenseur pour le club du Panathinaikos, où il est prêté par le Panathinaikos.

## Carrière
- 2000-2001 :  Naousa
- 2001-2006 :  Panserraikos
- 2006-2008 :  PAOK Salonique
- depuis 2008 :  Panathinaikos
  - 2009-2010 :  AEL Larissa (prêt)
  - 2010-déc. 2010 :  CS Maritimo (prêt)
  - depuis jan. 2011 :  Panserraikos (prêt)[1]